# Merényletek 2019-ben Burkina Fasóban
2019-ben Burkina Fasóban több olyan támadás is volt, ahol a célpont vagy a polgári lakosság, vagy rendőrök voltak.

## Silgadji
2019. április 28-án Silgadjiban egy papot, két fiát és két hívet öltek meg egy protestáns templomban.

## Sanmatenga
2019. május 12-én legalább 20 támadó lőtt szét hat embert a Közép-északi régió, Sanmatenga tartományának Dablo részén egy templomban. Ezután a templomot, két autót és egy boltot felgyújtottak.
2019. szeptember 8-án Burkina Faso Sanmatenga tartományában Barsaloghóban egy a piacról visszafelé tartó, embereket és árukat szállító jármű áthajtott egy robbanóeszközön. A támadásban 15 utas meghalt, 6 pedig megsebesült. Az áldozatok többsége kereskedő volt. Ezalatt kb. 50 km-re keletre fegyveresek olyan teherautó-konvojra támadtak rá, melyek a harcok miatt elmenekült embereknek szállítottak ellátmányt. Ebben a támadásban 14 embert öltek meg. Azt nem lehet tudni, ki követte el a támadást.

## Oudalan
A Burkina Fasó-i mecset elleni merénylet 2019. október 11-én este történt, Burkina Faso északi részén egy mecsetnél, ahol 16 ember meghalt, kettő pedig megsebesült. Ez akkor történt, mikor a helyiek a Malival közös határ mentén lévő Salmossi falu Nagy Mecsetjében a helybéliek imádkoztak. Az AFP jelentése szerint a helyszínen 13 ember halt meg, további 3 pedig a sérülések miatt vesztette életét.

## Pobé Mengao
2019. október 28-án iszlamisták 16 polgári lakost lőttek le Burkina Faso Pobe Mengao településén, miután visszautasították, hogy segítsenek a fegyveresnek újabb fegyvert venni.

## Fada N'gourma
2019. november 6-án Fada N'gourma város közelében egy fegyveres rátámadt a Semafo kanadai bányavállalat munkásait szállító konvojra, miközben az a cég Boungou bányája felé tartott. Legalább 37 embert megöltek, és egy tucatnyian eltűntek vagy megsebesültek.

## Hantoukoura
2019. december 1-én a keleti régióhoz tartozó Hantoukoura protestáns templomában 14 embert öltek meg.

## Arbinda
2019. december 24-én motorkerékpáron lévő milicista csoport támadott meg polgári lakosokat valamint egy katonai bázist Soum tartományban Arbindában. A támadás és az ezt követően kirobbant csata több órán át eltartott, aminek a végén 35 katona, 7 polgári személy és 80 támadó halt meg. Ez volt Burkina Faso történetének egyik leghalálosabb támadása. A támadás után 48 órás gyászt rendeltek el.